# Lebiodka syryjska
Lebiodka syryjska (Origanum syriacum L.) – gatunek rośliny należący do rodziny jasnotowatych. Występuje w Azji Zachodniej (Cypr, półwysep Synaj, Izrael, Jordania, Liban, Syria, Turcja). Rośnie na stepach, w lasach, zaroślach, w górach,  w zbiorowiskach roślinnych typu makia i frygana. Identyfikowany jest z biblijnym hyzopem.

## Morfologia

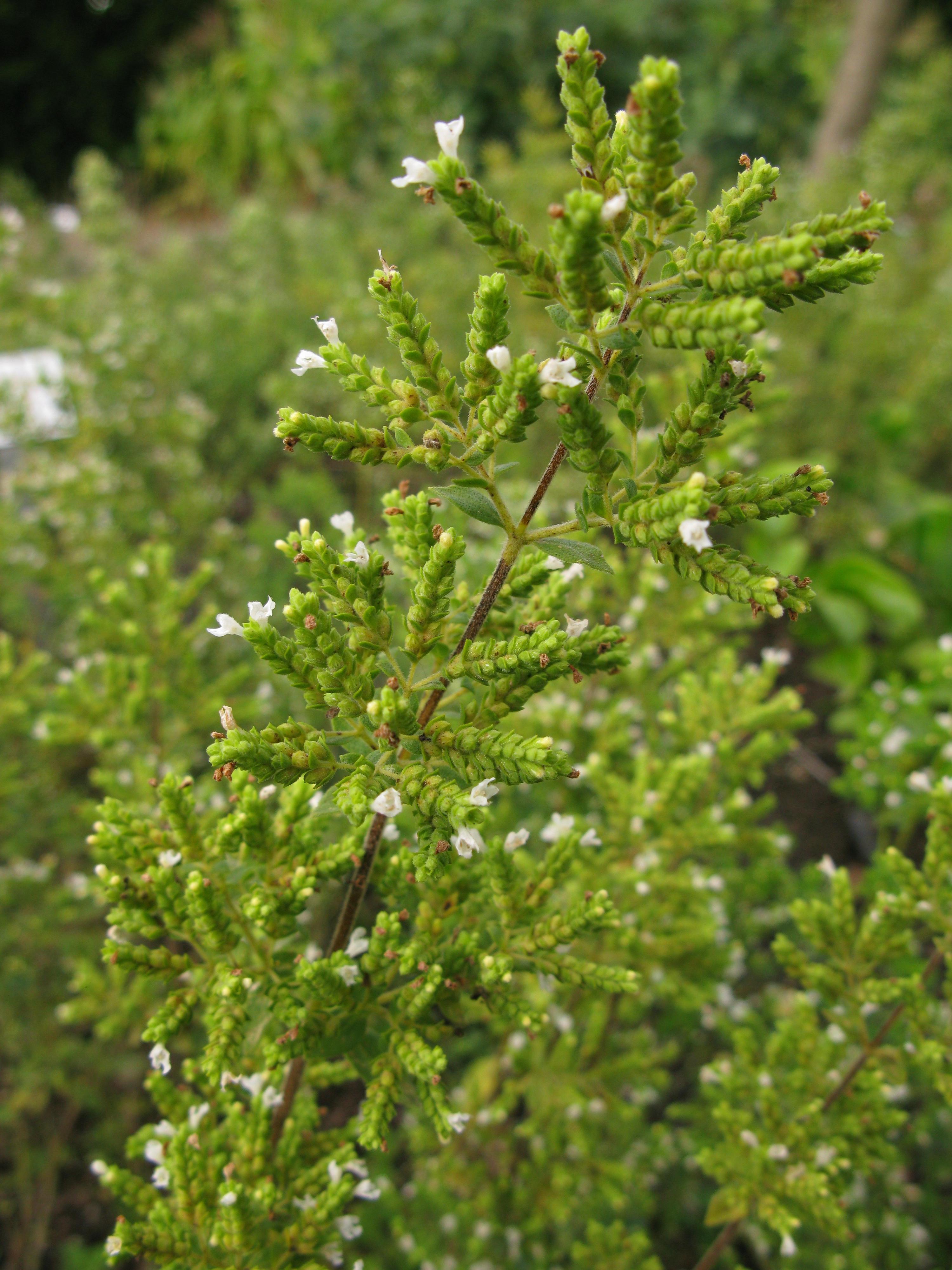
Kwiatostan

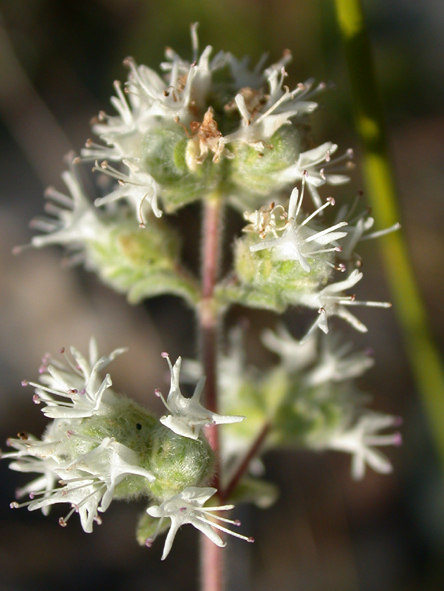
Fragment kwiatostanu

Krzewinka o wysokości 35–60 cm. Łodyga czworoboczna, owłosiona, wzniesiona, zazwyczaj nierozgałęziona. Liście pojedyncze, niewielkie (do 2,5 cm długości), obficie owłosione i szarozielone. Kwiaty grzbieciste, niewielkie, obupłciowe, białe lub kremowe. Wsparte są szarozielonymi przysadkami i zebrane są w gęste niby-kłosy. Rośliny kwitną od kwietnia do września.

## Udział w kulturze
- Wszyscy badacze roślin biblijnych są zgodni, że lebiodka syryjska to biblijny hyzop, którego Izraelici używali podczas pierwszej Paschy. Opisane to jest w Księdze Wyjścia (12,22): „Weźcie gałązkę hizopu i zanurzcie ją we krwi, która jest w naczyniu, i krwią z naczynia skropcie próg i oba odrzwia”. Rozpowszechniła się natomiast błędna opinia, że biblijny hyzop to roślina zwana hyzopem lekarskim (od hyzopu właśnie nadano jej nazwę). Stało się to za sprawą błędnego przetłumaczenia w Septuagincie hebrajskiego słowa esov (אזוב מצוי). O tym, że biblijnym hyzopem nie mógł być hyzop lekarski świadczy fakt, że nigdy nie występował on ani w Egipcie, ani na Ziemi Świętej[6]. W pierwszej Księdze Królewskiej (5,13) jest werset dotyczący Salomona: "Rozprawiał też o drzewach; od cedrów na Libanie, aż do hizopu rosnącego na murze". Hyzop lekarski nigdy nie rośnie na murze, lebiodka syryjska – często. W Biblii słowo hyzop wymienione jest 12 razy[5].
- Hyzop wraz z cedrem używane były przez Izraelitów w ceremonialnym oczyszczaniu przez kapłanów z trądu, gdy stwierdzili oni, że chory wyzdrowiał (Księga Kapłańska 14,1-32). Cedr symbolizował dumę i pychę, hyzop poniżenie (jako roślinka, która rosła na kamienistych ścieżkach i każdy mógł ją zdeptać). Użycie tych dwu roślin do oczyszczenia miało oznaczać, że ozdrowiały z trądu nigdy więcej nie będzie już dumny jak cedr, lecz pokorny, jak hyzop[6].
- Hyzopu używano także do oczyszczania domów (Kpł 14,33-35) oraz zmywania win, zarówno w Starym Testamencie (Lb 19,6), jak i w Nowym Testamencie (Hbr 9,19)[6].
- Gałązki hyzopu nasycone octem podano do picia Jezusowi na krzyżu (Ewangelia Jana 19,29)[5]. Silnie owłosione pędy lebiodki syryjskiej dobrze zatrzymują wodę, używane były jako kropidło[6].
- Obecnie lebiodki syryjskiej jako hyzopu nadal używają Samarytanie podczas ofiary paschalnej[6].
- Lebiodkę syryjską znaleziono w nagrobnych girlandach w wykopaliskach egipskich z okresu grecko-rzymskiego[6].